# Bernard Sarrette

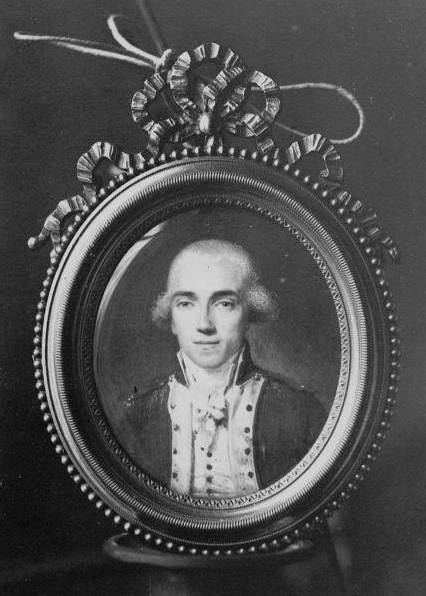
Bernard Sarrette

Bernard Sarrette (* 27. November 1765 in Bordeaux; † 11. April 1858 in Paris) war ein französischer Dirigent und Musikpädagoge.
Sarette wurde in der Französischen Revolution Mitglied der Nationalgarde und erlangte den Rang eines Capitain. Er leitete ab 1789 gemeinsam mit François-Joseph Gossec das Corps de Musique der Garde Nationale, das, 1790 auf mehr als siebzig Mitglieder vergrößert, eines der bedeutendsten Bläserensembles Frankreichs in dieser Zeit war. 1792 wurde er Leiter der neu gegründeten Musikschule der Pariser Nationalgarde, ab 1793 Institut National de Musique. Aus diesem ging 1795 das berühmte Conservatoire de Paris hervor, dessen Lehrbetrieb im Folgejahr begann.
Sarrette, der 1794 für kurze Zeit in Haft war, leitete das Conservatoire zunächst als Organisator eines Direktoriums, das aus Gossec, Étienne-Nicolas Méhul und Luigi Cherubini bestand, und als Direktor von 1800 bis zum Jahr 1815, als es nach der Verbannung Napoleons vorübergehend geschlossen wurde. Die restlichen vierzig Jahre seines Lebens verbrachte Sarrette zurückgezogen.